# Tần-bà-sa-la
Bimbisāra, còn gọi theo âm Hán-Việt là Tần-bà-sa-la hay Bình-sa vương (558 TCN - 491 TCN) là vua của vương quốc Ma Kiệt Đà(Magadha) từ năm 544 TCN tới khi qua đời và là một thành viên của vương tộc Haryanka. Ông lên ngôi năm 15 tuổi và gặp Phật Thích-ca Mâu-ni lần đầu tiên khi 25 tuổi. Tần-bà-sa-la là đệ tử đầu tiên của Phật Thích-ca trong hàng vua chúa, ông đã cúng dường cho Phật và Tăng đoàn ngôi tịnh xá Trúc Lâm gần thành Rājagḱha, thủ đô xứ Magadha.

## Quan hệ với Đức Phật
Khi thái tử Tất-đạt-đa Cồ-đàm thoát ly cuộc sống trần tục, vị sa-môn trẻ đã từng đi đến thành Vương-xá (Rājagḱha) của Ma-kiệt-đà (Magadha). Một lần vua Tần-bà-sa-la trông thấy đạo sĩ Tất-đạt-đa Cồ-đàm đi khất thực trên đường phố Vương-xá trong bộ dạng từ tốn. Trong thấy tướng mạo oai nghi và tư cách trang nghiêm sang trọng của đạo sĩ, nhà vua lấy làm cảm kích và ông sai người đi dò thăm. Khi được biết rằng thừa bữa, sau khi độ ngọ thì vị đạo sĩ ngụ tại Pandavapabbata, ông cùng đoàn tùy tùng tới viếng đạo sĩ để hỏi thăm. Khi được hỏi thăm về thân thế, nơi chốn, đạo sĩ Tất-đạt-đa Cồ-đàm trả lời:
Ngay phía trước đây, tâu đại vương, trên vùng Himālaya, trong châu thành Kosala của những gia tộc cổ kính, một quốc gia trường thịnh và phong phú, tôi xuất thân từ triều đại Thái-dương, dòng Thích-ca. Tôi không luyến ái, chạy theo nhục dục ngũ trần. Nhận thức được hiểm họa của vui thú vật chất và thấy an toàn trong đời sống xuất gia, tôi đi tìm cái cao quý nhất và tâm tôi được an lạc.
Vua Tần-bà-sa-la cung thỉnh đạo sĩ Cồ-đàm sau khi chứng được đạo quả, sẽ trở lại viếng thăm vương quốc Ma-kiệt-đà.
Đúng như lời hứa, sau khi thành tựu giác ngộ, nhà hiền triết Tất-đạt-đa Cồ-đàm tức Phật Thích-ca Mâu-ni đã đi cùng các đệ tử A-la-hán từ Gaya đến hóa độ thị dân Vương-xá. Tại đây, Phật cư ngụ trong một khu rừng gần điện Suppatittha.
Khi biết tin Phật đã trở lại kinh thành, Vua Tần-bà-sa-la liền dẫn vương hậu, thái tử, bá quan văn võ và hàng trăm giáo sĩ Bà-la-môn đến khu rừng để yến kiết nhà lãnh đạo tâm linh mới nổi này. Nghe Phật thuyết giảng, tâm tư quốc vương bừng sáng, bao nhiêu nghi nan chất chứa trong lòng bấy lâu đã bị giải tỏa. Ông sụp lạy Phật và thưa rằng:
| “ | Bạch Thế Tôn! Thuở nhỏ trẫm có năm điều ước nguyện. Thứ nhất là được lên ngôi Vua; thứ hai là được gặp một thầy giác ngộ; thứ ba là có duyên may được kính ngưỡng vị giác ngộ ấy, thứ tư là được vị giác ngộ ấy dạy cho con đường chân chính; thứ năm là mình có đủ khả năng lãnh hội được giáo pháp do vị giác ngộ ấy chỉ dạy. Bạch Thế Tôn! Đến hôm nay thì cả năm điều ước ấy đều thành sự thật. Trẫm đã lãnh hội được giáo lý mà ngài vừa dạy. Xin Thế Tôn thương xót nhận trẫm làm đệ tử tại gia của ngài! | ” |

Đề xuất này được vị đạo sư vui vẻ chấp thuận. Sau đó, nhà vua lại thỉnh Phật và hàng ngàn tăng chúng tháp tùng vào vương cung để thọ lễ trai tăng do đích thân ông và vương hậu tổ chức cúng dường. Có cả sáu nghìn tân khách được nhà vua mời đến cùng tham dự lễ. Sau lễ trai tăng, Phật thuyết pháp trước vua quan và tân khách.
Vua Tần-bà-sa-la nhận thấy khu vườn Trúc Lâm (Veluvana) của ông chứa đựng những yếu tố then chốt của một nơi an cư lý tưởng cho Tăng đoàn, nên ông đã phát tâm cúng dường Phật và chư tăng khu rừng tre này, được gọi là "nơi trú ẩn của loài sóc" này. Khu rừng này không có nhà cửa lều cốc cho Phật và chư tăng, nhưng lại có nhiều cây to che bóng mát và chỗ ẩn dật kín đáo.. Tại đây, giáo đoàn đã xây cất một tu viện đặt tên là Tịnh xá Trúc Lâm. Tại tu viện yên tĩnh này Phật nhập Hạ một lần ba năm liên tiếp và ba lần khác, vào ba Hạ xa cách nhau. Vua Tần-bà-sa-la rất siêng đến đây thăm Phật và nghe Phật pháp, và cho xây tại tu viện một giảng đường có thể chứa hơn 2000 người ngồi nghe Phật pháp.
Sau khi quy y, Tần-bà-sa-la đời gương mẫu của một đế vương. Theo sách "Đức Phật và Phật pháp" của hòa thượng Narada (1980), nhà vua đã hành trì tám giới (bát quan) trong sáu ngày giới (uposatha) một cách nghiêm chỉnh.

## Hôn nhân
Vua Tần-bà-sa-la đã kết hôn với nhiều công chúa lân bang. Cụ thể hơn, chánh hậu của ông là công chúa Vaidehy, con gái vua Maha Kosala và em vua Prasenadi nước Kosala – một vương quốc khá mạnh nằm cạnh Magadha. Bà sinh hạ cho ông vua Ajatashatru tương lai. Vợ thứ của ông, Chellana, vốn là một công chúa của bộ tộc Licchavi đóng đô tại Vaishali. Vợ thứ ba của ông là con gái của tù trưởng bộ lạc Madra xứ Punjab. Một bà quý phi khác, Khema đã được quốc vương cảm hóa thành một đệ tử thuần thành của Phật tổ. Sau này bà Khema rời bỏ vương cung và gia nhập Tăng đoàn.

## Chiến tranh
Dưới thời Tần-bà-sa-la, Magadha đã gây chiến với vương quốc Anga để mở mang lãnh thổ. Sử liệu ghi nhận rằng ông thắng trận, giết được vua Brahamatta xứ Anga rồi sáp nhập Anga vào vương quốc Magadha. Ông còn phong thái tử A-xà-thế làm thống đốc cai trị Anga.

## Bị À-xà-thế ám sát hụt
Khoảng năm 491 TCN, khi vua Tần-bà-sa-la đến 67 tuổi thì tai biến xảy ra: Thái tử A-xà-thế, do bị Đề-bà-đạt-đa xúi giục, âm mưu sát hại vua cha để chiếm ngôi. Một hôm, đang lúc đêm khuya, A-xà-thế đột nhập vào tẩm điện của vua cha. Thấy dáng vẻ khả nghi, ngự lâm quân liền giữ anh ta lại để xét và tìm thấy một thanh gươm được giấu trong chéo áo của anh. Họ đưa A-xà-thế vào trình diện vua cha, kể lại tự sự, và dâng thanh gươm cho ông xem. Khi vua vặn hỏi thì A-xà-thế nói rằng, vì muốn làm vua nên định giết cha. Anh ta cũng nói rằng mình đã được Đề-bà-đạt-đa bày vẽ và sắp đặt mưu kế.
Vốn thấm nhuần đạo lý về Tứ tâm của Phật Thích-ca, Tần-bà-sa-la không giận cả con trai lẫn Đề-bà-đạt-đa. Đã vậy, ông còn quyết định hạ chiếu thoái vị, nhường ngôi cho thái tử A-xà-thế. Vị tân vương sẽ làm lễ 10 ngày sau đó. Làm như vậy, Tần-bà-sa-la hi vọng rằng A-xà-thế và Đề-bà-đạt-đa sẽ cảm thấy đức độ của mình mà hồi tâm hướng thiện.

## Qua đời

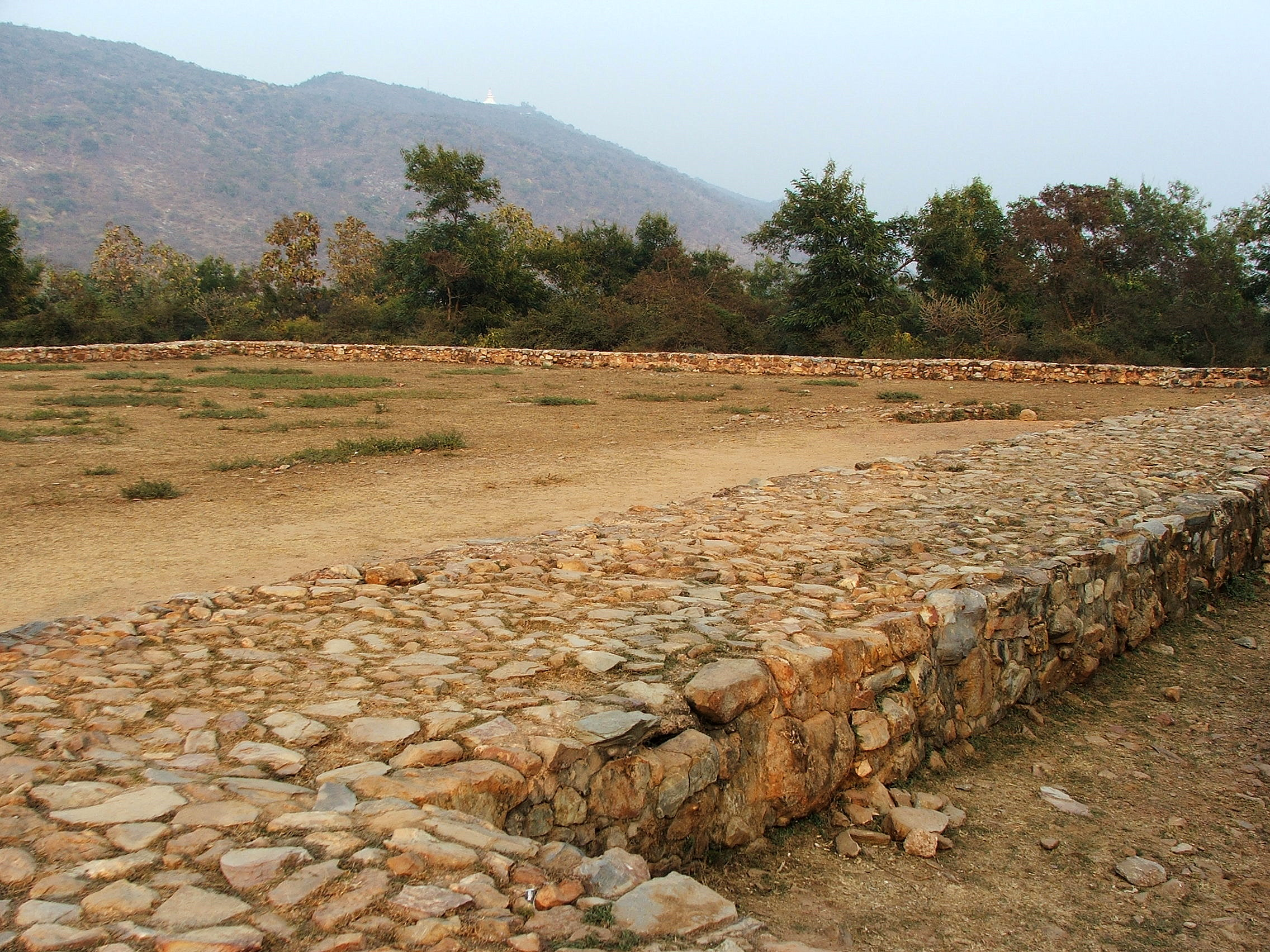
Nhà tù nơi vua Tần-bà-sa-la bị giam, ở thủ đô Rājagḱha.

Vậy mà, thay vì hồi tâm hướng thiện, hai ngày sau khi Tần-bà-sa-la ban chiếu chiếu thoái vị, A-xà-thế đã bắt giam Tần-bà-sa-la vào ngục thất. Sau khi đăng quang, A-xà-thế nhất quyết không chịu thả vua cha ra, lại còn quyết tâm bỏ đói cho ông chết dần. Chỉ một mình Thái hậu Vaidehy được phép vào thăm. Mỗi khi đi, bà giấu đồ ăn trong túi áo đem cho chồng. Việc này bị bại lộ và bà bị A-xà-thế quở trách. Về sau, bà lại giấu đồ ăn trong tóc. A-xà-thế cũng biết được. Cùng đường, bà tắm rửa sạch sẽ và thoa vào mình một thứ đồ ăn làm bằng mật ong, đường, bơ và sữa. Tần-bà-sa-la gợn lấy món ăn này để nuôi sống. Nhưng cũng bị A-xà-thế biết được. Anh ta cấm hẳn bà không được vào thăm vua cha nữa.
Lúc ấy, Tần-bà-sa-la vẫn cam chịu đói, không oán trách vua con. Nhớ lời Phật dạy, ông vẫn sống an lạc và bình thản, vẫn thiền hành theo hành lang nhà ngục, và thiền tọa nơi cửa sổ có chấn song sắt. Cửa số này ngó thẳng lên núi Linh Thứu (Gijjhakuta), vì vậy nên hằng ngày ông ngồi rất lâu ở chỗ đó để nhìn núi.
Sau lần Phật bị Đề-bà-đạt-đa lăn đá mưu hại ở núi Linh Thứu, thì vua Tần-bà-sa-la cũng chết trong ngục thất. Cái chết của ông rất thê thảm: nguyên vì thấy vua cha vẫn vui tươi, nên A-xà-thế hạ lệnh cho người thợ cạo vào khám, lấy dao bén gọt gót chân Tần-bà-sa-la, xát dầu và muối rồi hơ lên lửa nóng đến chết.
Khi thấy anh thợ cạo đến thì người cha bất hạnh mừng thầm, nghĩ rằng vua con đã ăn năn hối cải, cho người cạo râu tóc tới rước vua cha về. Nhưng, anh thợ cạo đến để thi hành lệnh của A-xà-thế. Vua Tần-bà-sa-la qua đời.
Ông nhỏ hơn Phật Thích-ca 5 tuổi, ở ngôi được 52 năm và mất ở tuổi 67.